# Julius von Haynau

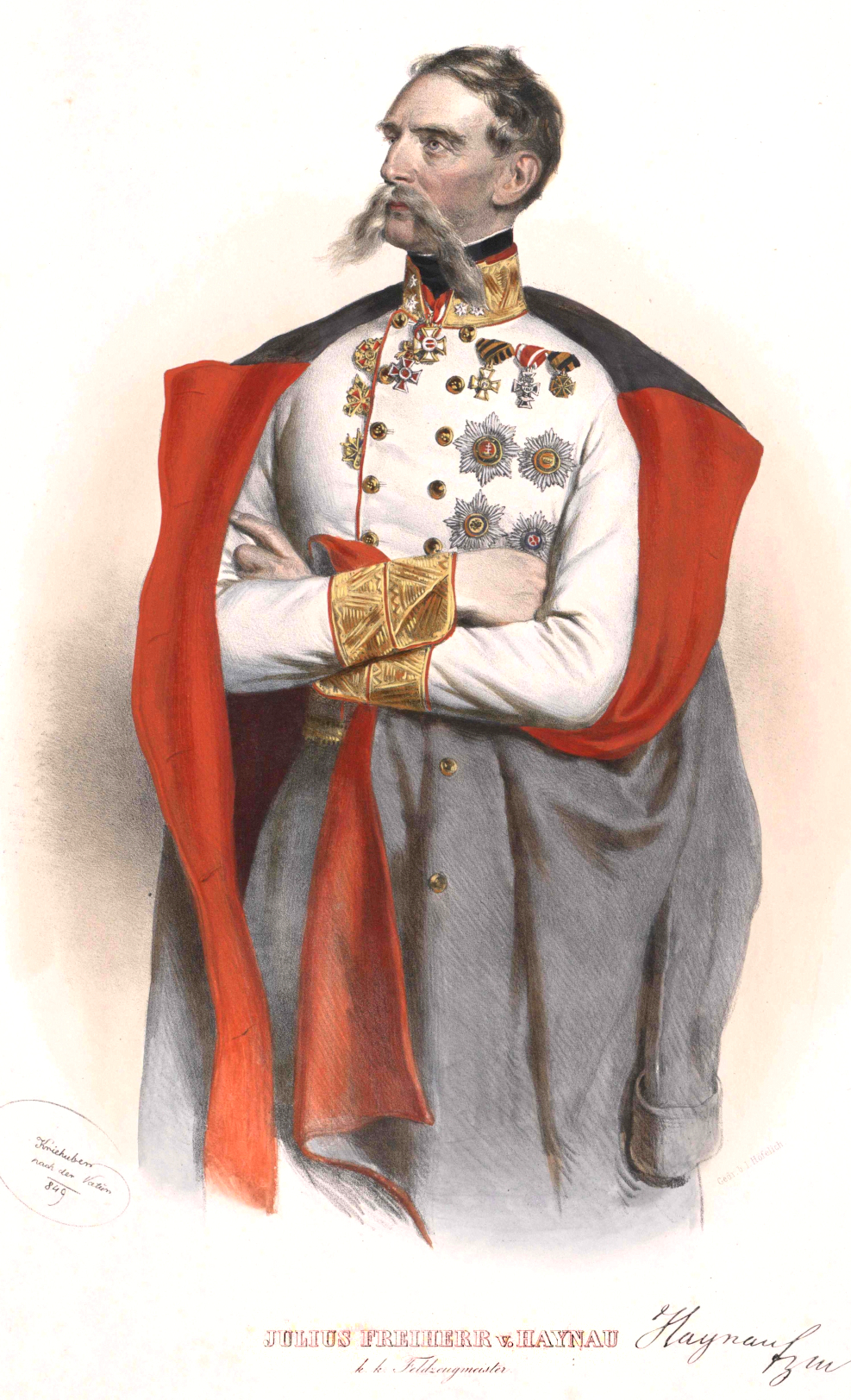
Julius von Haynau

Julius Jacob von Haynau (Kassel, 14 oktober 1786 - Wenen, 14 maart 1853) was een Oostenrijks-Hongaars geheimraad, kamerheer en generaal.
Haynau werd geboren als zoon van de latere keurvorst Willem I van Hessen-Kassel en diens geliefde Rosa Dorothea Ritter. In 1801 trad hij in Oostenrijkse dienst en werd na de Slag bij Austerlitz in 1805 gepromoveerd tot kapitein. In die hoedanigheid nam hij ook deel aan de Vijfde Coalitieoorlog en als majoor in de Zesde en de Zevende Coalitieoorlog. In 1844 klom hij op tot veldmaarschalk-luitenant en bij het uitbreken van de Maartrevolutie in 1848 trad hij vrijwillig in dienst als kolonel. Hij speelde een beslissende rol in de overwinning van het Oostenrijkse leger tijdens de Slag bij Custoza in datzelfde jaar.
In mei 1849 nam hij als generaal van de artillerie het opperste commando in Hongarije over met onbeperkte volmacht. In een mum van tijd smoorde hij de Hongaarse Revolutie in de kiem. Op zijn bevel werden op 6 oktober 1849 de toenmalige Hongaarse premier Lajos Batthyány alsook 13 Hongaarse generaals, de zogenaamde Martelaren van Arad, geëxecuteerd. Door deze wrede daad verzekerde hij zich van militaire faam, maar werd tegelijkertijd een haatfiguur in het oog van de opkomende burgerij.
Haynau bestreed vastbesloten alle tegenstanders van de monarchie, bij wie hij bekend stond als de "Hyena van Brescia" of de "Beul van Arad". In 1850 verliet hij het leger, ten gevolge van onenigheid met het ministerie.